# Station Mariager
Station Mariager is een voormalig station in Mariager, Denemarken. Het station was het startpunt van de spoorlijn Mariager - Viborg, die in 1927 door de Mariager-Faarup-Viborg Jernbane (MFVJ) was aangelegd.

## Geschiedenis
Het station werd geopend in 1927. Hiermee was Mariager de laatste stad op Jutland die werd aangesloten op het spoorwegnet. Het stationsgebouw is ontworpen door Carl Lundquist.
Het reizigersverkeer werd beëindigd in 1966; in 1985 kwam er ook een eind aan het goederenvervoer. Het stationsgebouw en emplacement – met onder andere de draaischijf – zijn behouden gebleven. Tussen Mariager en Handest rijden stoomtreinen van de museumlijn Mariager-Handest Veteranjernbane.